# افشانش

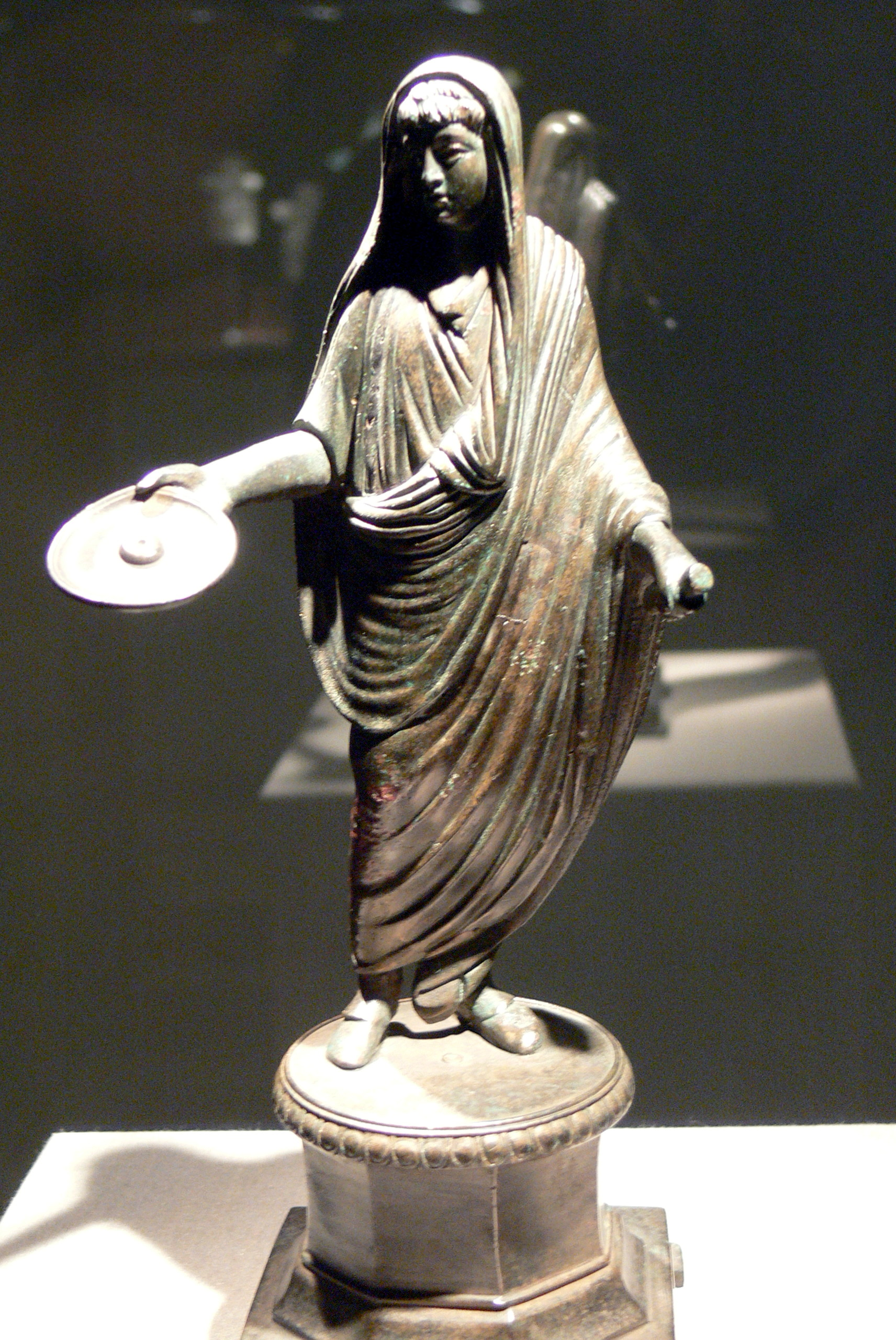
مجسمه یک راهبه با پیاله‌ای در دست، در حال ساغرریزی

اَفشانش به ریختن نوشیدنی یا خوراکی بر زمین به عنوان نذر برای خدایان گفته میشود. این رسم در ادیان و باورهای مختلف وجود دارد.

## ساغرریزی در مسیحیت
ساغرریزی یا شراب‌ریزی به ریختن شراب یا مایع دیگری روی زمین یا چیزی مقدس برای فدیه در مراسم دینی مسیحیان گفته می‌شود که برای عبادت و کسب رضایت خدا انجام می‌شود. 

## آب پشت پا
در بیشتر نقاط ایران پشت سر مسافر کاسه ای آب می ریزند تا در سفر سلامت باشد. گاهی کمی گندم (یا غلات و حبوبات دیگر) هم در این آب میریزند.
«در زمان ساسانیان و ایلام باستان زمانی که لشکریان به جنگی می‌رفتند کوزه‌ آبی به نزدیک‌ترین رود که در کنار آنها بود، می‌ریختند این کار را می‌کردند زیرا ایزد آناهیتا که ایزد آب‌ها، ایزدبانوی مادر، ایزد جنگ و ایزد محافظ لشگریان بوده است، از وی درخواست می‌کردند که این ایزد نگهبان سپاهیان باشد که به نظر بنده یکی از فلسفه‌های ریختن آب پشت سر مسافر همین است.»  نجم‌الدین گیلانی-استاد تاریخ دانشگاه فردوسی - ایسنا
«ایسنا». ایسنا. دریافت‌شده در ۱۶ مرداد ۱۳۹۷.</ref> <ref>

## مصر باستان
«باشد که موبدان بازویشان را برای افشانش به سوی تو باز کنند، همانگونه که برای ایمهوتپ انجام میشود با باقیمانده کاسه آب» - نوشته روی قبر در ۱۳۹۱ تا ۱۳۵۳ پیش از میلاد. منبع: D. Wildung سال ۱۹۷۷ - کتاب Egyptian Saints: Deification in Pharaonic Egypt - صفحه ۳۴

## نگارخانه

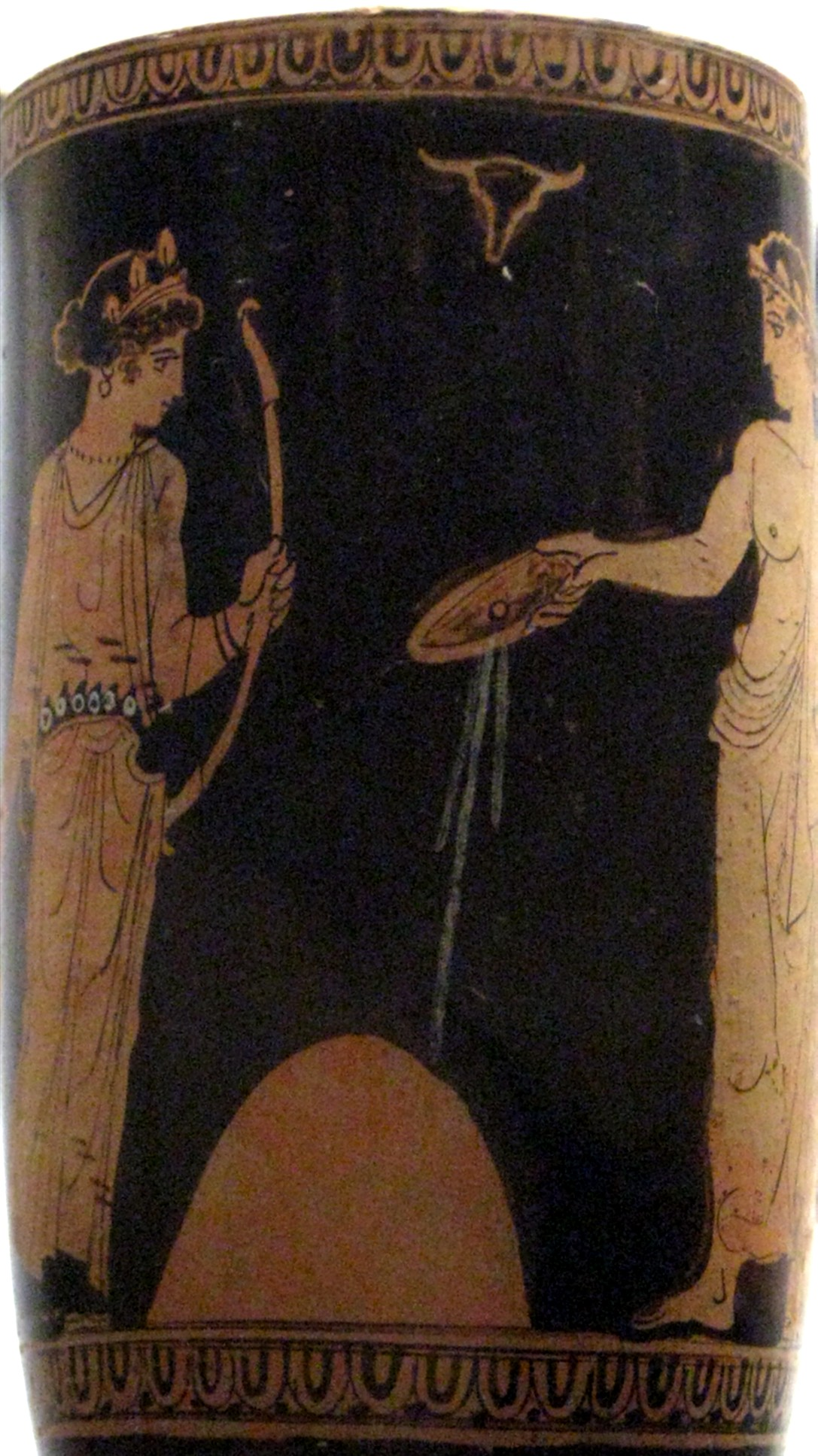
آپولون در کنار خواهرش آرتمیس در حال ساغرریزی از پیاله
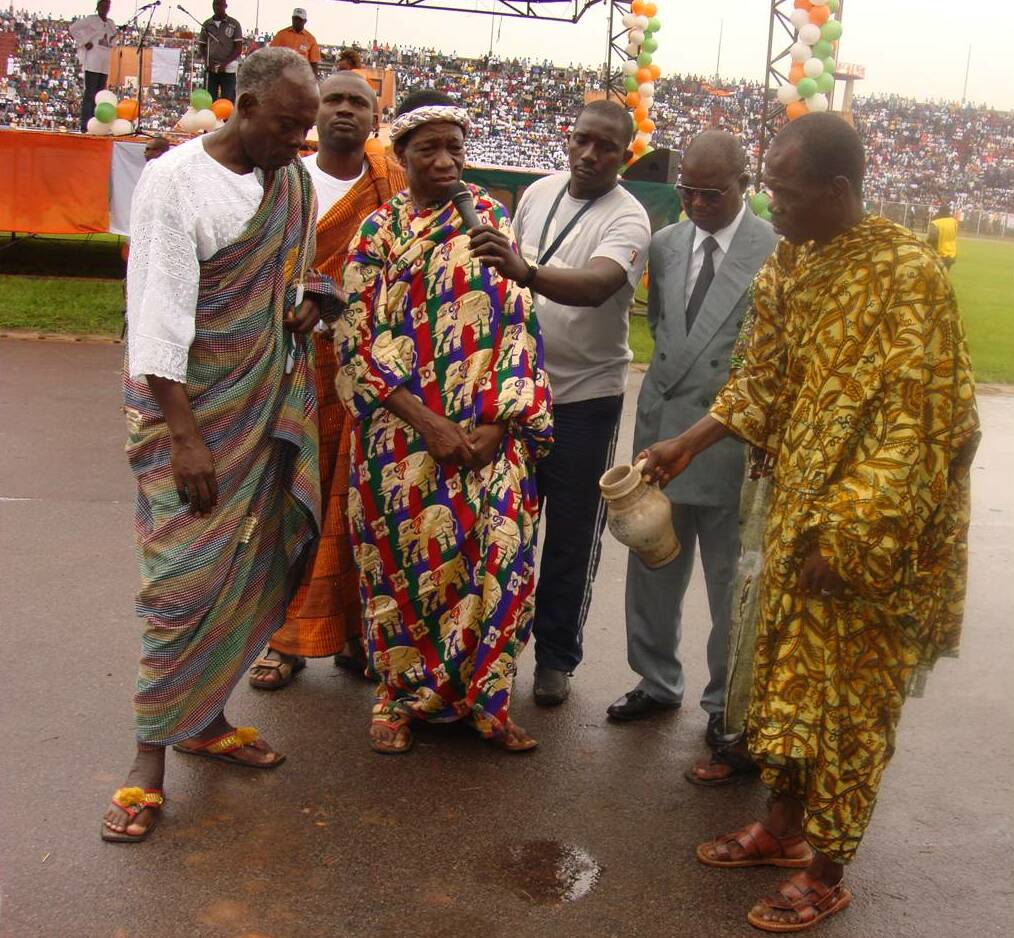
مراسم ساغرریزی در ساحل عاج